# جون داي (لاعب كريكت)
جون داي (1812 - ) (بالإنجليزية: John Day)‏ هو لاعب كريكت بريطاني.